# Gabriel Castillo Inzulza
Gabriel Castillo Inzulza (Talca, 1927- Santiago, 2022) fue un profesor chileno y formador de profesores que destaca por sus aportes teóricos, experimentales y aplicados a la instauración de la justicia en la sociedad por medio de la educación. Es considerado un precursor en orientación educacional y ha destacado por su teoría de la Educación de Anticipación, manifestada en sus propuestas para una Escuela de Anticipación. Sus libros más destacados son Educación de Anticipación (1984, 1ª ed.) y Vocación y Orientación (1968, 1ª ed.).

## Biografía
Gabriel Castillo Inzulza nace en Talca el 2 de noviembre de 1927. Profesor de Estado en Castellano (Universidad de Chile, 1952), Consejero Educacional y Vocacional (Pontificia Universidad Católica de Chile, 1962) y Magíster en Educación (Pontificia Universidad Católica de Chile, 1973), ha sido galardonado con el Premio Nacional de Ciencias de la Educación de Chile (1997), la Cruz del Apóstol Santiago (1993) y el Premio Chile por La Paz (2000), entre otras distinciones. Autor de la teoría de la Educación de Anticipación, destaca entre sus maestros a Monseñor Manuel Larraín y San Alberto Hurtado, con los que lo une una fuerte amistad y quienes influyen grandemente en su formación. La mayor parte de su vida, reside en Santiago de Chile.

#### Itinerario de su visión educativa
Su visión educativa se manifiesta tempranamente cuando participa como docente en la fundación del Liceo de hombres N.º 10 en Santiago (1956); allí, junto a otros profesores, pone en práctica una visión de escuela en la que todos los alumnos aprenden, en donde aprenden, entienden y no sólo memorizan, en donde aprenden saberes fundamentales y lo que aprenden está ligado a su crecimiento ético: es la primera puesta en práctica de la Escuela de Anticipación que propondrá casi treinta años después en el libro Educación de Anticipación (1984). Más tarde, presenta una nueva concepción de la Orientación Educacional a partir de un nuevo concepto de vocación en un seminario nacional organizado por el MINEDUC en Cartagena (1966), al que asisten representantes de diversas instituciones de educación superior relacionadas con la formación de orientadores; los artículos y resultados de estas Jornadas de Orientación se registran en Panorama de la Orientación en Chile (MINEDUC); poco después, Castillo Inzulza aplica su nueva concepción de vocación en dos publicaciones: Vocación y Orientación (1968) y La Orientación y los profesores (1976).
En 1971 y 1972 desarrolla la llamada Experiencia de San Enrique, en la escuela y la población de ese nombre en Santiago, en la que pone en marcha la Escuela para Aprender, como antítesis de la escuela vigente a la que denomina Escuela para Enseñar. En 1974 y 1975 repite la Experiencia de San Enrique en la Escuela N.º 177 de Barnechea, Santiago, en el denominado Proyecto Escuela para Aprender. En 1978, en una publicación de la Pontificia Universidad Católica de Chile, propone lo que denomina un Currículum Universalista en la Enseñanza Básica. Ahí propone asimismo la estrategia de innovación que llama Grupo Generador. En 1984, publica el texto Educación de Anticipación, en donde propone una escuela que no replique la sociedad actual, sino que adelante la vida deseable de relación y de aprendizaje que se quiere en una sociedad esperada. Su tesis de la Escuela de Anticipación es puesta en práctica en el Liceo María Luisa Bombal de Playa Ancha en Valparaíso (1988) y en la Escuela de Lo gallardo en San Antonio (1991). En 1992, crea las guías de Aprendizaje para una Escuela Deseable o Escuela de anticipación: son materiales de aprendizaje para los alumnos en los que se pretende mostrar una forma práctica de realizar una escuela de anticipación. En 1994, genera el programa Escuela de Anticipación a través de Guías de Aprendizaje, que entrega material para aprender a 240 escuelas del país. En 1996 inicia, a petición de los municipios respectivos, la puesta a prueba de la Escuela de Anticipación en todas las escuelas de las municipalidades de Maule, Teno y Quilpué. 

#### Cargos docentes y misiones
Durante 57 años presta servicio en el Ministerio de Educación de Chile; participa en la Reforma Educacional de 1965 y en la fundación del Centro de Perfeccionamiento, Experimentación e Investigaciones Pedagógicas (CPEIP); es Jefe del Departamento de Orientación del CPEIP (1970-1976) y profesor investigador del CPEIP (1969 -2013). Por más de treinta años es académico de la Escuela de Educación de laPontificia Universidad Católica de Chile, a cargo de las cátedras de Orientación (1962-1995) y Currículum (1975-1976). Es profesor además en establecimientos escolares, como el Liceo Manuel de Salas (Latín) y el Liceo de Hombres N.º 10 de Santiago (Castellano) (1956-1965); de este último, dependiente del MINEDUC, también es fundador. 
Ha desarrollado misiones en Chile y en el extranjero, entre las que destacan sus labores como Asesor Pedagógico del Director de Educación Secundaria (1965-1968), Presidente de la Comisión de Educación del Consejo Nacional de Educación (1965-1967), Integrante de la Comisión Central de Planeamiento de la Educación (1965-1970) y Asesor Pedagógico del Ministro de Educación (1994). Durante la presidencia de Eduardo Frei Montalva, es enviado por el Gobierno de Chile a estudiar la Reforma Educacional de Francia, Inglaterra y Alemania e integra la Delegación a la Conferencia Internacional de Educación sobre Investigación Educacional, en Ginebra (1966). Más tarde participa como autor y expositor del documento base del Seminario Regional de Formación sobre Orientación Educacional y Profesional, organizado por UNESCO en Buenos Aires (1982).

#### Dirección de seminarios de acción masiva en el sistema escolar, investigaciones y planes experimentales de educación
Ha dirigido y organizado seminarios de acción masiva en el sistema escolar, como Director del Seminario de Educación para Rectores de Liceos de Educación Secundaria de todo el país (Temuco, 1968), Director del Seminario de Educación para Rectores de Liceos de Educación Secundaria de todo el país (Santiago, 1969), Director de Seminarios para todos los Orientadores del país (1968-1972), Director del Seminario de Currículum para Orientadores de Paraguay (1972), Director del Encuentro sobre Currículum, CPEIP y Universidades del país (1976) y Director de 25 Encuentros Nacionales de Orientadores (1988-2012). También ha dirigido múltiples investigaciones y planes experimentales de educación, en calidad de Jefe Técnico del Proyecto Experimental de Formación de Especialistas en Orientación (INSUMA, Ministerio de Educación, Chile, 1966-1967), Director del Plan de Mejoramiento del Aprendizaje, (Investigación, CPEIP, 1971-1972), Jefe Técnico del Plan Nacional de Formación de Profesores en Servicio (1972 - 1973), Jefe del Taller Experimental de Formación de Especialistas en Orientación Educacional (Pontificia Universidad Católica de Chile, 1972-1973), Director del Proyecto Escuela para Aprender (Investigación, CPEIP, 1974 - 1975), Jefe Técnico del Proyecto Desarrollo Curricular de Educación General Básica (Estrategia de cambio en la Enseñanza Básica, 1975 - 1976), Encargado del Proyecto de Perfeccionamiento de Equipos Directivos Superiores (1982-1993), Jefe del Proyecto de Innovación Educativa en las Escuelas Municipales de San Antonio (PIEMSA, 1991-1992), Jefe del Curso de Especialización en Innovación Educativa para jefes superiores, técnicos y administrativos de la Región del Maule (provincias de Curicó, Talca, Linares y Cauquenes) y de la provincia de Valparaíso de la Quinta Región (1993-1995), Jefe del Proyecto Escuela de Anticipación a través de Guías de Aprendizaje, que se desarrolla en 220 Escuelas y Liceos de todo el país (1994-2000), y Jefe del Proyecto aseguramiento del aprendizaje de todos los alumnos, con experiencias en establecimientos de Cartagena y Quilpué (2001-2013).

## Premios y distinciones
Gabriel Castillo Inzulza ha recibido múltiples reconocimientos a lo largo de su trayectoria. Entre estos, destaca la Condecoración Cruz del Apóstol Santiago, otorgada por el Arzobispado de Santiago a través de la Vicaría Episcopal para la Educación, por sus aportes a la evangelización de la cultura pedagógica (1993), el Homenaje de la Secretaría Regional Ministerial de Educación de la V Región (1995), el Galvano otorgado por la Ilustre Municipalidad de Quilpué (1996) y el del Instituto Oncológico Dr. Caupolicán Pardo, en reconocimiento a su labor en la Educación para la Prevención del Cáncer en los niños de Chile (1996), el Diploma de honor entregado por la Universidad Mayor (1996), el Premio al mérito en reconocimiento al apoyo a la Educación Rural Regional y Nacional, de la Agrupación de profesores rurales de Quilpué (1997), el Premio Nacional de Ciencias de la Educación de Chile (1997), el nombramiento de Profesor Emérito  de la Universidad de Aconcagua (2001), el  Premio Chile por la paz (2002), el Premio Conde de Superunda (2009) y el doctorado honoris causa por la Universidad de Aconcagua (2011). El último homenaje recibido en vida fue el del Colegio Nacional de Orientadores de Chile (2021).

## Fallecimiento y reconocimientos póstumos
El 9 de marzo de 2022, fallece en Santiago a los 94 años de edad. Su hija y el Rector de la Pontificia Universidad Católica de Chile, Ignacio Sánchez, informan de su fallecimiento por medio del Obituario de El Mercurio. A su velatorio y funeral concurren profesores y autoridades de distintas localidades del país. 

El Ministro de Educación Marco Antonio Ávila ofrece condolencias públicas a la familia y señala:
Ha fallecido Gabriel Castillo, teórico y educador fundamental en la historia pedagógica de nuestro país, además de gran funcionario público. Fue una influencia decisiva en mi formación, así como en la de tantas y tantos educadores.
El Subsecretario de Educación Nicolás Cataldo, por su parte, presenta sus condolencias públicas a la familia del
gran profesor Gabriel Castillo Inzulza, Premio Nacional de Ciencias de la Educación 1997. Su legado en docencia y en la fundación del CPEIP serán un impulso para nuestro futuro gobierno.
Entre los homenajes póstumos que recibe, destaca el del CPEIP, donde trabajó gran parte de su vida, el del Colegio Peumayén Cartagena, cuyo proyecto educativo se inspira en el modelo de la Escuela de Anticipación propuesto por Castillo,  y el del Colegio Guardiamarina Guillermo Zañartu Irigoyen (COGGZAI), también inspirado en este modelo. La prensa destaca su aporte a la educación en Chile, la vigencia y relevancia de su obra y su cercanía con Monseñor Manuel Larraín y San Alberto Hurtado, de quienes fue discípulo. Pone de manifiesto también "su compromiso pedagógico, especialmente con los más pobres", lo innovador de sus propuestas, su capacidad de "desarrollar proyectos formativos con docentes", "su lucha por la justicia en la educación", reflejada no solo en la teoría de la Escuela de Anticipación, sino en su apoyo concreto a escuelas orientadas a niños en riesgo social y su condición de precursor en materia de inclusión y en orientación educacional. 
"En momentos en que predominaba la competencia, la selectividad y la rendición de cuentas, Castillo abogaba por una escuela básica inclusiva, mucho antes que se dictara la ley de inclusión."

## Obra
Ha publicado numerosos artículos en revistas de especialidad chilenas y extranjeras, así como capítulos de libros; ha ofrecido también múltiples conferencias magistrales e incluso escribió la letra del Himno del Liceo de Hombres n.º 10, musicalizado por Cirilo Vila, y un libro sobre métrica (1958). Su extensa producción bibliográfica ha sido lectura fundamental de educadores y futuros profesores tanto en Chile como en el extranjero:

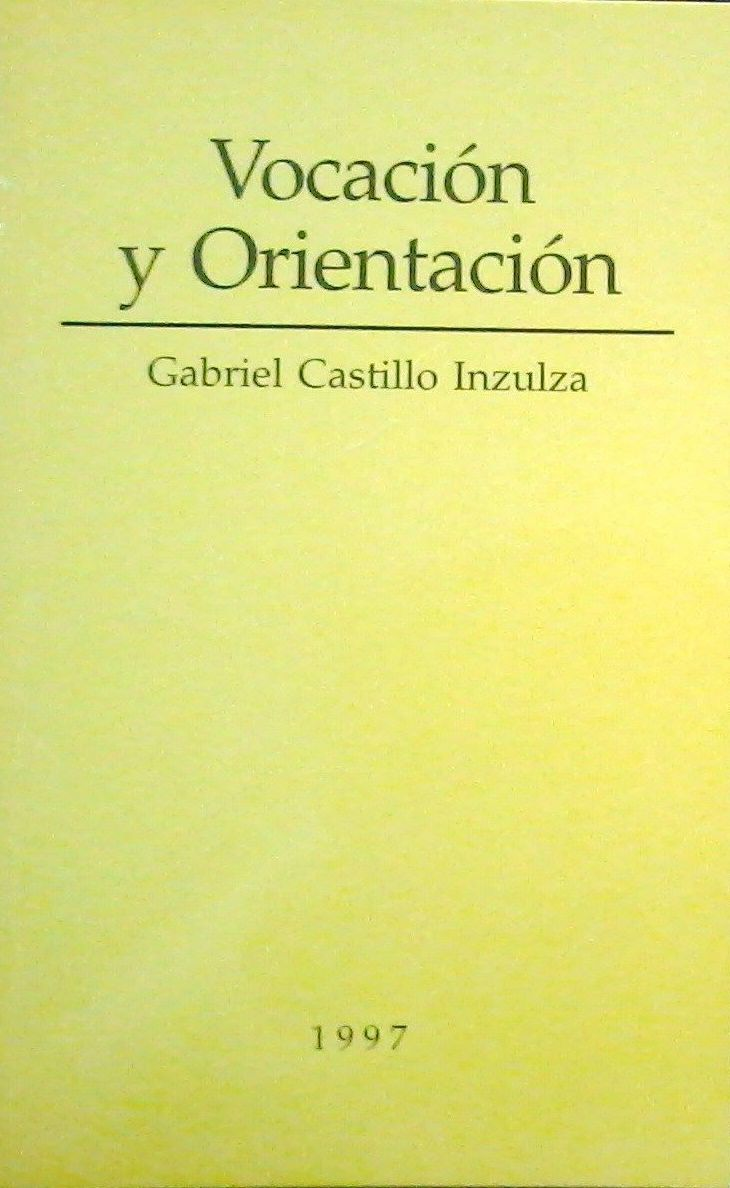
Portada del libro Vocación y Orientación (Gabriel Castillo Inzulza)

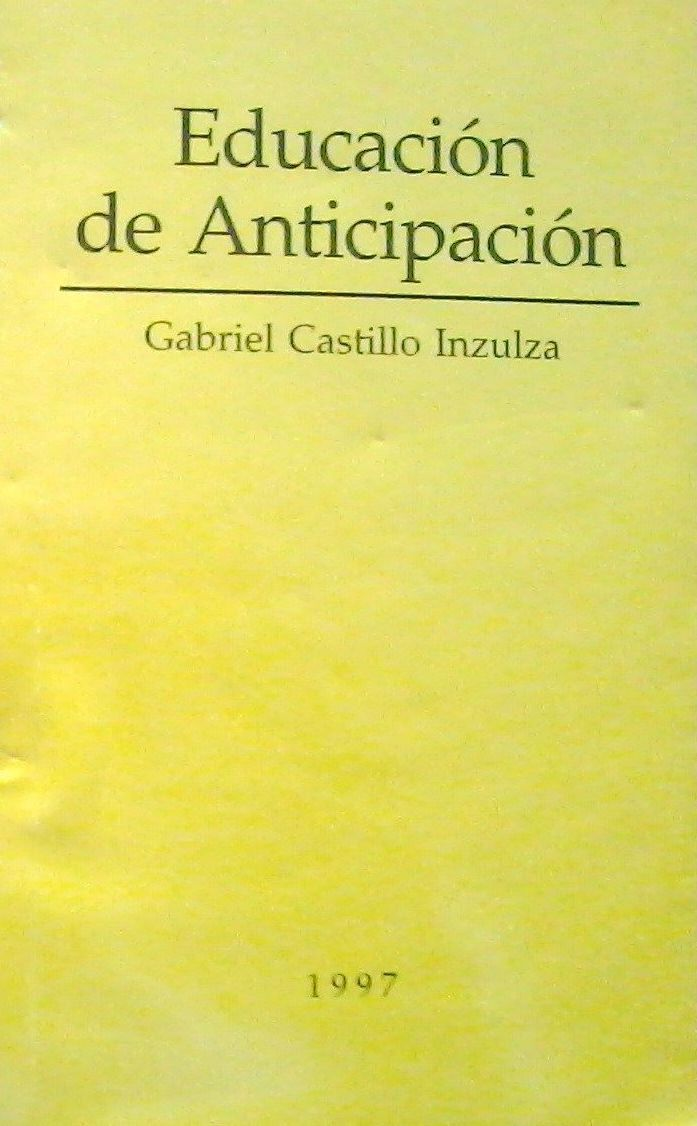
Portada del libro Educación de anticipación (Gabriel Castillo Inzulza)

- 1968 (1ª Edición). Vocación y Orientación. Fondo Editorial Educación Moderna.
- 1969 (2ª Edición). Vocación y Orientación. Editorial Educación Hoy. Bogotá, Colombia.
- 1997 (3ª Edición). Vocación y Orientación. Editorial Universitaria. Santiago, Chile.
- 1970 (1ª Edición). Educación y Orientación. Editorial CPEIP.
- 1972 (2ª Edición agotada). Educación y Orientación. Editorial CPEIP.
- 1974 (1.er Informe). Escuela para Aprender. Editorial CPEIP, Santiago de Chile.
- 1975 (2º Informe). Escuela para Aprender. Editorial CPEIP, Santiago de Chile.
- 1976. La Orientación y los Profesores. Editorial Pontificia Universidad Católica de Chile. Santiago, Chile.
- 1978. Currículum Universalista en la Enseñanza Básica: una estrategia de cambio. Editorial Pontificia Universidad Católica de Chile.
- 1982. El rol de la Orientación en la Innovación en Educación en América Latina y el Caribe. El Rescate de la Identidad de los Centros Educativos. Editorial UNESCO, Santiago de Chile.[61]
- 1983 (1.ª edición). La Identidad de la Escuela. Editorial CPEIP, Santiago de Chile.
- 1984 (1ª Edición). Educación de Anticipación. Editorial Pontificia Universidad Católica de Chile.
- 1986 (1ª Edición). Para el Encuentro de la Identidad de la Escuela. Editorial CPEIP, Santiago, Chile.
- 1986. Estudio sobre la situación de la Orientación Educacional y Profesional en América Latina y el Caribe. Editorial UNESCO, Santiago, Chile.
- 1987 (1ª Edición). La Calidad de la Educación en la Escuela. Editorial CPEIP, Santiago de Chile.
- 1988 (1ª Edición). Innovación Educativa y Programa de Curso. Editorial CPEIP, Santiago, Chile.
- 1989 (2ª Edición). Educación de Anticipación. Editorial Pontificia Universidad Católica de Chile.
- 1997 (3ª Edición). Educación de Anticipación. Editorial Universitaria, Santiago, Chile.
- 1997. (4a Edición). Vocación y Orientación. Editorial Universitaria, Santiago, Chile.
- 1990. (1ª Edición). Formación de Educadores. Editorial CPEIP, Santiago, Chile.
- 1990. La Orientación como mundo Educativo. Pontificia Universidad Católica de Chile, Santiago, Chile.
- 1993. El PIEMSA: Una experiencia de innovación educativa. Editorial CPEIP, Santiago, Chile.
- 1993. Guías de Aprendizaje para una Escuela Deseable. Editorial UNESCO, Santiago, Chile.
- 1994. Nuevas Guías de Aprendizaje para una Escuela Deseable. Editorial UNESCO, Santiago, Chile.
- 1994-2003. Elaboración de 120 Guías de Aprendizaje.
- 2002. La educación básica de todos los niños: una necesidad impostergable de los niños y una necesidad impostergable de la sociedad. Editorial CPEIP, Santiago, Chile.
- 2004. La misión educativa fundamental: el aseguramiento de la educación de todos los niños. Editorial CPEIP, Santiago, Chile.
- 2006. El aseguramiento de los aprendizajes básicos: una propuesta teórica y práctica. Editorial CPEIP,Santiago, Chile.
- 2006. La anticipación de una sociedad de justicia a través de la Educación Básica. Editorial CPEIP, Santiago, Chile.
- 2007. La escuela de anticipación; una escuela básica universalista, inclusiva. Editorial CPEIP, Santiago, Chile.
- 2007. La escuela de anticipación, Vocación y orientación. Editorial Mataquito, Curicó.
- 2008. La orientación como mundo educativo. Editorial CPEIP, Santiago, Chile.
- 2008. Lecturas para educadores de una escuela de anticipación. Editorial CPEIP, Santiago, Chile.
- 2009. La orientación y los profesores. Editorial CPEIP, Santiago, Chile.
- 2010. Nuevas Lecturas para educadores de una escuela de anticipación. Editorial CPEIP, Santiago, Chile.
- 2011. Historias y diálogos para leer. Editorial CPEIP, Santiago, Chile.
- 2012. La educación de anticipación en la escuela básica: la escuela en la que todos los niños aprenden. Editorial CPEIP, Santiago, Chile.